# Петков, Теодоро
Теодоро Петков (Петкофф) Малек (исп. Teodoro Petkoff Malec, [teoˈðoɾo petˈkof maˈlek]; 3 января 1932, Бобурес, штат Сулия, Венесуэла — 31 октября 2018, Каракас, Венесуэла) — венесуэльский политический и государственный деятель, партизан, экономист и журналист. Одна из самых известных фигур венесуэльских левых, Петков начинал как радикальный коммунист, затем был еврокоммунистом и социал-демократом, но тяготел к либерализму в 1990-х годах. Как министр планирования при президенте Рафаэле Кальдере (1996—1999) он курировал принятие неолиберальной экономической политики и выступил одним из архитекторов соответствующих реформ. Возглавлял партию «Движение к социализму» в 1971—1998 годах, пока не разошёлся с ней по вопросу поддержки Уго Чавеса; стал видным критиком нового президента и собирался выступить против него на президентских выборах 2006 года, пока за четыре месяца до них не снял кандидатуру в поддержку ведущего оппозиционного кандидата Мануэля Росалеса. Петков запустил в 2000 году газету «Tal Cual» и оставался её редактором до своей смерти в 2018 году.

## Биография

### Семья
Его отец был болгарским эмигрантом, а мать — полькой еврейского происхождения. По отцовской линии его дед Тодор и бабушка Райна были ветеранами рабочего движения, состояли в БРСДП (т.с.). Отец, Петко Тодоров, также стал коммунистическим революционером и в 1923 году поддерживал крестьянское восстание против военно-правоавторитарного режима, свергнувшего правительство Александра Стамболийского (восстание не получило поддержки Болгарской коммунистической партии, которая вскоре начала собственное Сентябрьское восстание, также подавленное властями).
Преследуемый полицией и заочно приговорённый к смертной казни, отец Петкова бежал в Вену, где сотрудничал с Георгием Димитровым, а затем перебрался в Брно (Чехословакия), где встретил свою супругу, врача по профессии. Они уехали в Южную Америку и осели в Маракайбо, где мать Петкова стала первой женщиной-доктором.

### Профессор экономики и коммунистический партизан

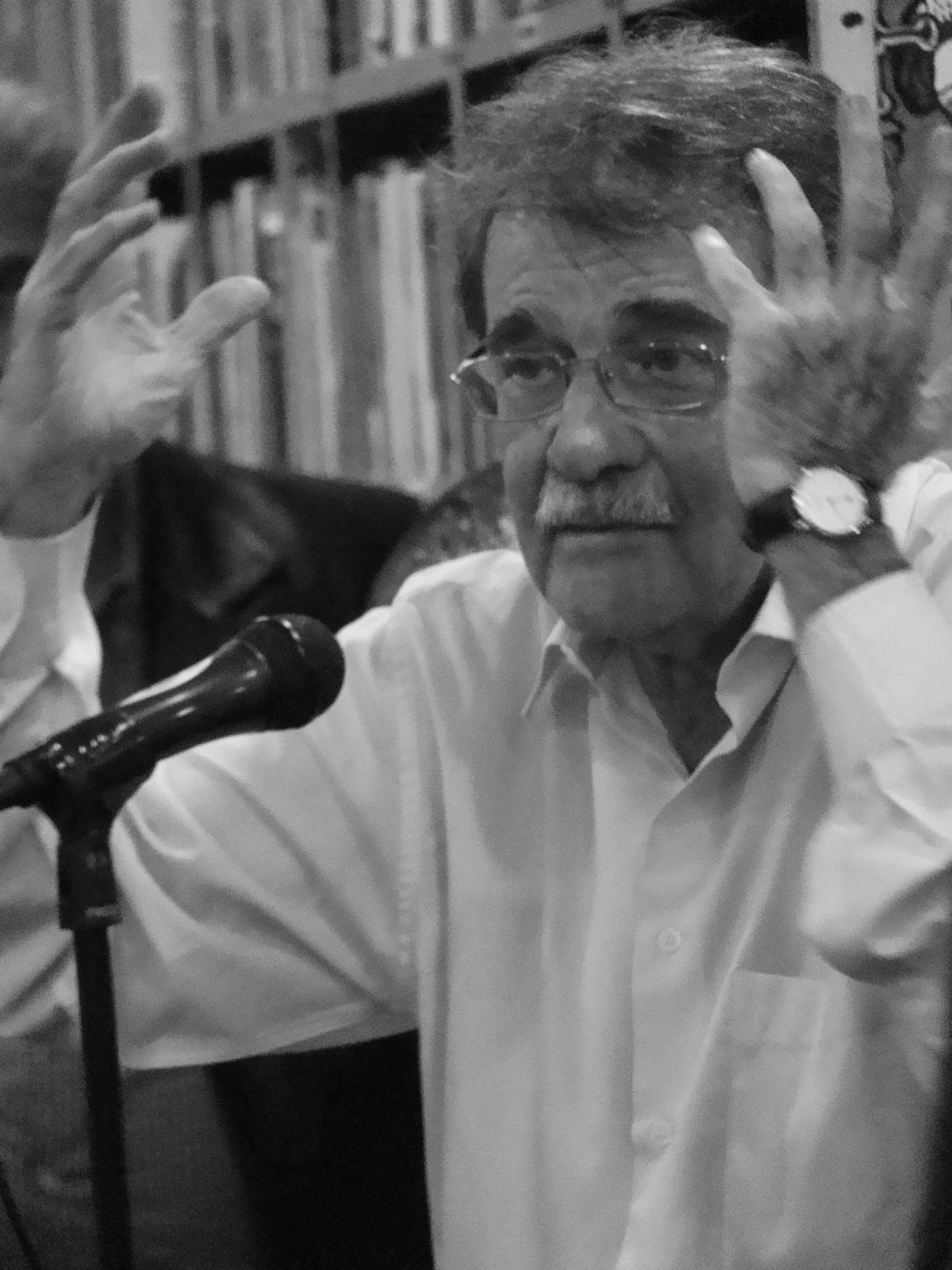
Теодоро Петков

Теодоро Петков получил степень бакалавра в области экономики в Центральном университете Венесуэлы, где затем проработал преподавателем в течение 14 лет.
Теодоро, как и его братья, близнецы Мирослав (Мирко) и Любен, участвовал в подпольном студенческом движении против диктатуры. В 1950-х годах они были активистами студенческого сопротивления против диктатора Маркоса Переса Хименеса: Мирослав был убит на демонстрации протеста, а Теодоро неоднократно заключали в тюрьму. В 1960-х годах вместе с другим братом Любеном Петковым Теодоро был коммунистическим партизаном, сражаясь под командованием Дугласа Браво против правительства Ромуло Бетанкура.
Позже он вступил в Коммунистическую партию Венесуэлы (КПВ). Был избран секретарём ЦК КПВ, но вскоре арестован. 5 февраля 1967 года вместе с Помпейо Маркесом и Гильермо Понсе совершил сенсационный побег из тюрьмы Сан-Карлос через прокопанный в камеру туннель (на основе этих событий в СССР был снят фильм «Это сладкое слово — свобода!»). Ранее Петков уже отличался оригинальными побегами — так, переведённый в Сан-Карлос, он симулировал тяжёлую болезнь, чтобы добиться перевода в госпиталь, откуда спустился по 40-метровой верёвке с седьмого этажа в сад.

### Во главе «Движения к социализму»
К началу 1971 года Петков покинул КПВ, чтобы вместе с другими диссидентами основать новую партию. 14 января 1971 года группой бывших членов Компартии Венесуэлы (КПВ) во главе с Помпейо Маркесом и Теодоро Петковым при участии Элоя Торреса, Карлоса Артуро Пардо, Тирсо Пинто, Фредди Муньоса и Архельи Лайи в Клубе слепых Каракаса провели учредительный съезд левосоциалистической партии «Движение к социализму» (МАС).
Создатели новой партии были критично настроены к советскому коммунизму (при этом видя альтернативу ему не столько в еврокоммунизме или маоизме, как в режиме Николае Чаушеску в Румынии), из-за чего их и вынудили оставить ряды Компартии в результате споров вокруг подавления войсками Варшавского договора «Пражской весны». По ходу съезда произошёл раскол. Видный деятель КПВ и партизанского движения Альфредо Манейро и несколько других коммунистов-диссидентов решили не участвовать в создании МАС, позднее создав свою партию «Радикальное дело».
Новообразованная МАС стала крупнейшей левой силой страны. Петкова избирали членом Конгресса и дважды выставляли кандидатом в президенты. Оба раза он занимал третье место: на президентских выборах 1983 года (помимо собственной партии, его поддержали Революционное левое движение и Избирательная интеграция обновления) он набрал 4,17 %, а на президентских выборах 1988 года — неполных 2,75 %.
Сборники его статей в 1986 году вместе с книгой Габриэля Гарсиа Маркеса «Тайные приключения Мигеля Литтина в Чили» сжигали в Вальпараисо (Чили) по приказу Аугусто Пиночета.

### Неолиберальный министр
Во втором правительстве Рафаэля Кальдеры (1994—1999) МАС был в коалиции с правоцентристской партией президента «Национальная конвергенция», наряду с рядом других партий, включая левые (Коммунистическую партию Венесуэлы и «Народное избирательное движение»). Петков занимал пост министра центрального аппарата по координации и планированию (Cordiplan), направляя экономическую политику правительства. Он спланировал «Venezuela Agenda» — неолиберальную правительственную программу по сокращению госсектора, контролю над инфляцией и остановке девальвации национальной валюты, что сопровождалось администрированием социальных программ, направленных на улучшение здоровья населения и обеспечение услуг по уходу за ребёнком для беднейших слоев населения.

### Противник Уго Чавеса
В 1998 году Петков покинул ряды МАС, поскольку его партия выступила в поддержку кандидатуры Уго Чавеса на президентских выборах 1998 года. Он оставил непосредственную политическую деятельность, сконцентрировавшись на деятельности публициста и журналиста. Поначалу руководил изданием «El Mundo», но затем основал свою собственную газету «Tal Cual». Она выступала с критикой как чавизма, так и тех, кто участвовал в попытке государственного переворота против Чавеса в 2002 году.
Петков выступил с несколькими политическими книгами. В 2005 году он опубликовал книгу «Две левые» (Las dos izquierdas), посвящённую возрождению левой политики в Латинской Америке. В ней он противопоставлял группу левоцентристских правительств Луиса Инасиу Лулы да Силвы, Нестора Киршнера, Табаре Васкеса и Рикардо Лагоса, «плохим» левым правительствам Чавеса и Кастро.
Накануне президентских выборов 2006 года распространялись слухи, что группа интеллигенции и либеральных активистов среднего класса собиралась выдвинуть Теодоро Петкова в президенты Венесуэлы. 21 апреля 2006 года он объявил о своём выдвижении. Поначалу он отказался от участия в праймериз оппозиции, процедуру которых разработала организация Súmate, однако 4 августа 2006 года объявил, что выбывает из президентской гонки. Пять дней спустя Петков, бывший в опросах общественного мнения третьим, поддержал кандидатуру опережавшего его Мануэля Росалеса, бывшего губернатора штата Сулия.

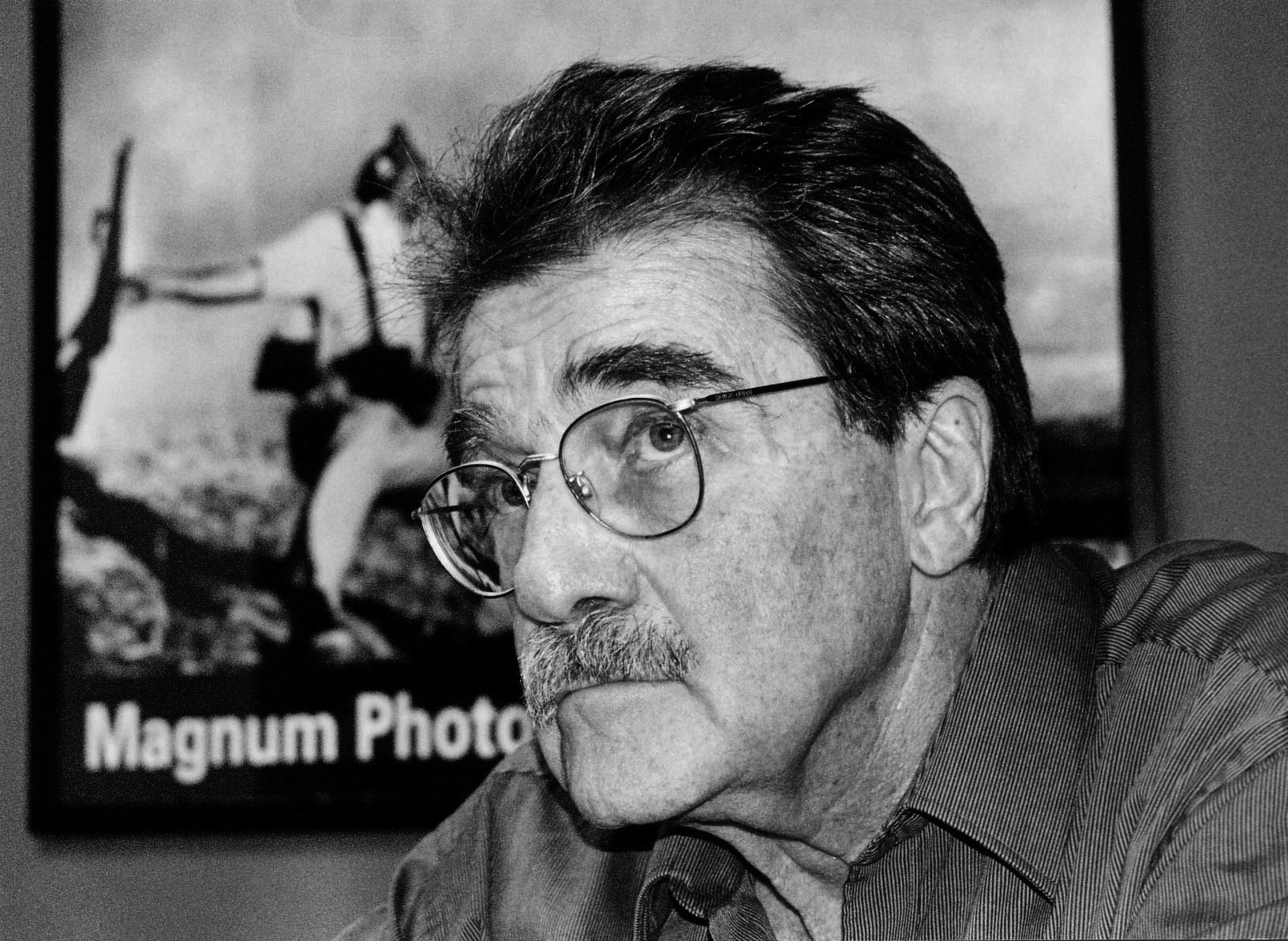
Теодоро Петков в 2002 году

В статье июля 2008 года для Inter-American Dialogue Петков охарактеризовал Венесуэлу Чавеса как «бонапартистскую демократию, единственную в своём роде разновидность диктатуры», опирающуюся на вооруженные силы.
В интервью октября 2012 года Петков отметил, что в Венесуэле при Чавесе сохранялись отдельные демократические институты, такие как политические партии и свободный избирательный процесс, но ряд аспектов демократии, в том числе «полное осуществление права на свободу выражения», находились в «осаждённом» положении. Более того, он заявил, что у «Чавеса было больше фашистских, чем социалистических элементов, если мы не говорим о сталинизме: культ насилия и смерти, презрение к оппонентам, возвеличивание прошлого и т. д.».

### Личная жизнь
12 мая 2012 года Петков и его жена были ограблены вооружёнными людьми на мотоциклах, когда покидали ресторан в Каракасе. В декабре 2012 года на острове Маргарита Петков пострадал от падения, травмы потребовали хирургического вмешательства. Он умер 31 октября 2018 года.

## Сочинения
- «Checoslovaquia: El Socialismo como problema». (Monte Ávila Editores: 1969, 1990) ISBN 980-01-0295-7
- «¿Socialismo para Venezuela?» (Editorial Domingo Fuentes: 1970).
- «Razón y pasión del socialismo: el tema socialista en Venezuela» (Editorial Domingo Fuentes: 1973)
- «Proceso a la izquierda: O de la falsa conducta revolucionaria.» (Planeta: 1976) ISBN 84-320-2509-7
- «Del optimismo de la voluntad: Escritos políticos» (Centauro: 1987) ISBN 980-263-073-X
- «Por qué hago lo que hago» (Alfadil: 1997) ISBN 980-354-050-5
- (with Raúl Huizzi) «Venezuela en la encrucijada» (Universidad de los Andes: 1998) ISBN 980-11-0280-2
- «Una segunda opinión: La Venezuela de Chávez: un libro hablado con Ibsen Martínez y Elías Pino Iturrieta» (Grijalbo: 2000) ISBN 980-293-211-6
- «Hugo Chávez, tal cual» (Catarata: 2000) ISBN 84-8319-142-3
- «Las Dos Izquierdas» (Alfadil: 2005) ISBN 980-354-170-6
- «The two lefts: A new South-American revolution» Published by Matthew Clark and Daniel Petkoff 2006
- «El chavismo como problema» (Libros Marcados: 2010) ISBN 980-6933-71-0
- «El chavismo al banquillo: Pasado, presente y futuro de un proyecto político» (Editorial Planeta: 2011) ISBN 978-958-42-2581-8